# The Smiths (album)
The Smiths is het debuutalbum van de Britse alternatieve rockgroep The Smiths. Het album werd op 20 februari 1984 uitgebracht door Rough Trade Records en bereikte de tweede plaats in de UK Albums Chart. Rolling Stone plaatste het album op de 473ste plaats in hun lijst van de vijfhonderd beste albums aller tijden.

## Achtergrond
Het debuutalbum van The Smiths werd aanvankelijk opgenomen met producent Troy Tate, maar het resultaat werd zo teleurstellend bevonden dat de groep opnieuw de studio indook, ditmaal met producent John Porter. Tijd- en geldgebrek leidden uiteindelijk tot een zeer gehaast eindproduct.

## Nummers
Alle muziek en teksten zijn geschreven door Morrissey en Johnny Marr. 
| Nr. | Titel                          | Duur |
| --- | ------------------------------ | ---- |
| 1.  | Reel around the fountain       | 5:58 |
| 2.  | You've got everything now      | 3:59 |
| 3.  | Miserable lie                  | 4:29 |
| 4.  | Pretty girls make graves       | 3:44 |
| 5.  | The hand that rocks the cradle | 4:38 |
| 6.  | This charming man              | 2:42 |

| 7.                 | Still ill                     | 3:23 |
| 8.                 | Hand in glove                 | 3:25 |
| 9.                 | What difference does it make? | 3:51 |
| 10.                | I don't owe you anything      | 4:05 |
| 11.                | Suffer little children        | 5:28 |
| Totale duur: 45:36 |                               |      |

## Bezetting
- Morrissey – zang, productie (Hand in glove)
- Johnny Marr – gitaar, harmonica, productie (Hand in glove)
- Andy Rourke – basgitaar, productie (Hand in glove)
- Mike Joyce – drumstel, productie (Hand in glove)
- Paul Carrack - keyboard (Reel around the fountain, I don't owe you anything)
- Annalisa Jablonska - zang (Pretty girls make graves, Suffer little children)
- John Porter - productie, remix (Hand in glove)
- Phil Bush - geluidstechniek
- Neill King - geluidstechniek